# Fletxa Valona 1937
La Fletxa Valona 1937, 2a edició de la Fletxa Valona, es va disputar el 2 de maig de 1937, entre Tournai i Lieja, sobre un recorregut de 280 kilòmetres. El vencedor fou el belga Adolphe Braeckeveldt, que s'imposà en solitari en l'arribada a Lieja. Els també belgues Marcel Kint i Albert Perikel completaren el podi.

## Classificació final
|    | Ciclista                   | Equip     | Temps      |
| -- | -------------------------- | --------- | ---------- |
| 1  | Adolphe Braeckeveldt (BEL) | Helyett   | 9h 18' 06" |
| 2  | Marcel Kint (BEL)          |           | + 6"       |
| 3  | Albert Perikel (BEL)       | De Dion   | + 7' 02"   |
| 4  | René Walschot (BEL)        |           | + 7' 26"   |
| 5  | Marcel Van Houtte (BEL)    |           | + 2' 12"   |
| 6  | Frans Bonduel (BEL)        | Dilecta   | + 7' 44"   |
| 7  | Camille Michielsen (BEL)   |           | + 7' 44"   |
| 8  | Henri Garnier (BEL)        |           | + 7' 44"   |
| 9  | Georges Christiaens (BEL)  | Pelissier | + 7' 44"   |
| 10 | Joseph Moerenhout (BEL)    | Dilecta   | + 15' 34"  |